# Agostino Gonzaga

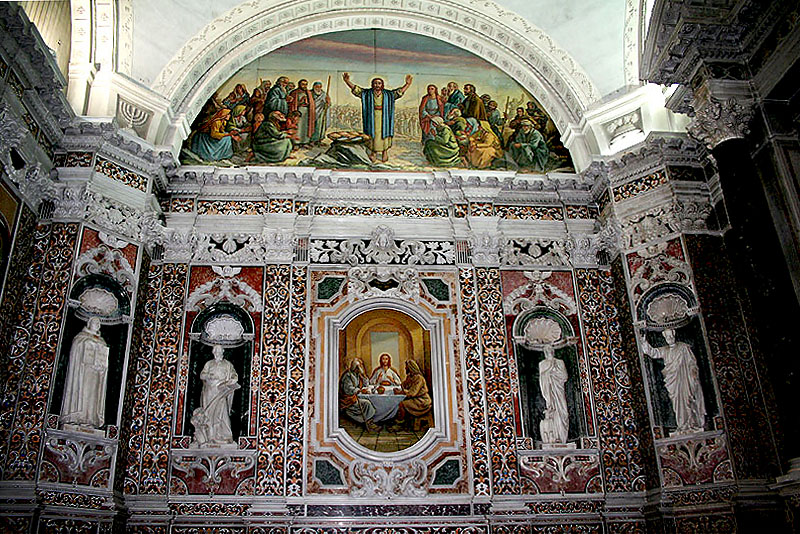
Duomo di Reggio Calabria, Cappella del Santissimo Sacramento, monumento nazionale.

Agostino Gonzaga (1490 – Reggio Calabria, 12 novembre 1557) è stato un arcivescovo cattolico italiano.

## Biografia
Era figlio di Giampietro Gonzaga discendente di Corrado Gonzaga della “Linea dei Nobili Gonzaga".
Fu nominato arcivescovo metropolita di Reggio Calabria nel 1537.
Favorì la costruzione alle porte della città del convento dei frati di san Francesco da Paola.
Fece realizzare nel 1539 nel duomo di Reggio Calabria la "Cappella del Santissimo Sacramento", che costituisce il più significativo monumento barocco della città.
Nel 1540 ebbe come vicario il giurista riminese Matteo Bruni.
Morì nel 1557 e fu sepolto nel duomo di Reggio Calabria.

## Stemma
| Immagine | Blasonatura |
| -------- | --- |
| \| \|    | Agostino Gonzaga Arcivescovo metropolita di Reggio Calabria D'argento, alla croce patente di rosso accantonata da quattro aquile di nero dal volo abbassato; sul tutto, inquartato: nel primo e nel quarto di rosso al leone dalla coda doppia d'argento, armato e lampassato d'oro, coronato e collarinato dello stesso; nel secondo e nel terzo fasciato d'oro e di nero (Gonzaga di Mantova). Lo scudo, accollato a una croce astile patriarcale d'oro, posta in palo, è timbrato da un cappello con cordoni e nappe di verde. Le nappe, in numero di dodici, sono disposte sei per parte, in cinque ordini di 1, 2, 3. |
|          | |